# ドルアーガの塔 (ドラマCD)
『ドルアーガの塔 (ドラマCD)』はドルアーガの塔 (テレビアニメ)を元にして作られたドラマCDである。
2009年に音泉より発売した。
ドラマCDは以下の2種類がある。
- ドルアーガの塔 〜the spoon of URUK〜 2009年4月24日
- ドルアーガの塔 〜the fork of URUK〜 2009年6月26日

## 収録内容
「ドルアーガの塔 〜the spoon of URUK〜」
- 1. 「プロローグ」
  2. 「ウトゥの怖い話」
  3. 「塔の貴腐人たち」
  4. 「ドルアーガの塔〜the High school of URUK〜 其の一」
  5. 「ジウスドラの罠・ニーバ組の場合」
  6. 「ドルアーガの塔〜the High school of URUK〜 其の二」
  7. 「ダジャラの聖地 其の一」
  8. 「ドルアーガの塔〜the High school of URUK〜 其の三」
  9. 「美肌ＰＴの楽屋裏」
  10. 「ダジャラの聖地 其の二」
  11. 「ドルアーガの塔〜the High school of URUK〜 其の四」
  12. 「おまけ 其の一」
  13. 「おまけ 其の二」
  14. 「エピローグ」

　「ドルアーガの塔 〜the fork of URUK〜」
- 1. 「アバン・メルト社CM(1)」
  2. 「ヘナロに無理なお願い」
  3. 「社会人の常識講座(1)」
  4. 「学園編(1)」
  5. 「時代劇(1)〜仕事する人〜」
  6. 「メルト社CM(2)・社会人の常識講座(2)」
  7. 「学園編(2)」
  8. 「時代劇(2)〜暴れん坊な上様〜」
  9. 「メルト社CM(3)・社会人の常識(3)」
  10. 「魔法使いですか？」
  11. 「学園編(3)」
  12. 「エンディング」

## キャスト
「ドルアーガの塔 〜the spoon of URUK〜」
- - ジル：KENN
  - カーヤ：折笠富美子
  - ニーバ：櫻井孝宏
  - ファティナ：堀江由衣
  - アーメイ：早水リサ
  - メルト：郷田ほづみ
  - クーパ：茅原実里
  - カリー：石田彰
  - ウトゥ：安元洋貴
  - カイ：矢島晶子
  - サキュバス：ゆかな
  - エタナ：水野理紗
  - パズズ：田中正彦
  - 扉の声：若本規夫
  - 他多数出演

　「ドルアーガの塔 〜the fork of URUK〜」
- - ジル：KENN
  - カーヤ：折笠富美子
  - ニーバ：櫻井孝宏
  - ファティナ：堀江由衣
  - メルト：郷田ほづみ
  - クーパ：茅原実里
  - アーメイ：早水リサ
  - ウトゥ：安元洋貴
  - カイ：矢島晶子
  - サキュバス：ゆかな
  - ヘナロ：花澤香菜
  - ウラーゴン：森川智之
  - 黒ギル / 若ギル：関智一
  - グレミカ：根谷美智子